# پارس آنلاین
گروه شرکت‌های پارس آنلاین، در سال ۱۹۹۹ میلادی تأسیس شد و هم‌اکنون به عنوان بزرگ‌ترین  مجموعهٔ بخش خصوصی فعال در حوزه ارائه خدمات دسترسی به اینترنت و برقراری ارتباط با شبکه‌های محلی و جهانی است. بر طبق برآوردها، افزون بر یک میلیون نفر از خدمات اینترنت پرسرعت (ADSL و VDSL) پارس‌آنلاین و بیش از یک هزار سازمان و مؤسسه خصوصی و دولتی از خدمات سازمانی پارس آنلاین در اقصی نقاط کشور استفاده می‌کنند.
طی سال تا ۱۳۹۶ تا ۱۳۹۸ با شرکت های وب ادغام شد.

## تفاهم‌نامه و انتقال سهام به های‌وب
شرکت پارس آنلاین در تاریخ ۷ آبان ۱۳۹۶ جهت انتقال کامل سهام‌های خود به شرکت های‌وب تفاهم‌نامه‌ای امضا نمود.
سرانجام در فروردین ۱۳۹۸ کلیه سهام شرکت پارس آنلاین به شرکت های‌وب انتقال یافت و آقایان سعید و عبدالله و رضا فاتح از شرکت خارج شدند. و مدیر عامل اجرایی جدید آقای سید ایمان میری است.

## محصولات و خدمات
- ارایه خدمات گسترده دسترسی به اینترنت برای عموم کاربران
- ارایه خدمات برقراری ارتباط با شبکه‌های محلی و جهانی
- ارایه خدمات اینترنت پرسرعت (ADSL و VDSL) و خدمات تکمیلی آن
- ارائه خدمات به برج‌ها و مجتمع‌های مسکونی، اداری و تجاری
- ارایه خدمات ماهواره‌ای VSAT
- ارایه خدمات پهنای باند اختصاصی
- ارایه راهکارهای خاص ارتباطی برای سازمان‌ها و موسسات
- ارایه خدمات مرکز داده
- ارایه خدمات میزبانی، اشتراک فضا (Co-Location) و سرور اختصاصی (Dedicated Server)
- ارایه خدمات دیتاسنتر اختصاصی (Cage)
- ارایه خدمات سرورهای ابری (Cloud)
- پشتیبانی فنی از کلیه خدمات ارتباطات دیتا

## مجوزها
- پروانه ایجاد و بهره‌برداری از شبکه ارتباطات ثابت (FCP) به شماره: ۱۴-۹۴-۱۰۰
- پروانه تأسیس و بهره‌برداری مرکز داده به شماره: ۲۰۰/۳۲۴۱۸
- پروانه کسب فروشگاه‌های مجازی کشور به شماره: ۳۹۴۵
- پروانه ارایه خدمات دسترسی به اینترنت (ISP) به شماره: ۳۰/۱۲۹۰
- پروانه ارایه خدمات انتقال داده‌ها از طریق ارتباطات ماهواره‌ایی (SAP) یا VSAT به شماره: ۴۱۹۹۱۰۶
- پروانه ارایه خدمات تلفن بین‌الملل اینترنتی (VoIP) به شماره: ۷۰۰/۸۵۲۷